# Rundbahn im Hagenbeckschen Tierpark
| Rundbahn mit 600 mm Spurweite im Hagenbeckschen Tierpark mit 2B-Baulokomotive Drache 2B-Baulokomotive Drache, erbaut 1909 von der Berliner Lokomotivfabrik A. Borsig |                     |         |         |
| Spurweite: | 600 mm (Schmalspur) |         |         |
| |                     |         |         |
| \| \| \| Bahnhof \| \| \| \| \| \| \| \| \| \| \| \| \| \| \| \| \|                                                                                                  |                     |         |         |
| Strecke von links (außer Betrieb) · Strecke quer (außer Betrieb) · Haltepunkt / Haltestelle (Strecke außer Betrieb)                                                  |                     | Bahnhof | Bahnhof |
| Strecke (außer Betrieb) · Strecke (außer Betrieb) |                     |         |         |
| Strecke (außer Betrieb) · Strecke (außer Betrieb) |                     |         |         |
| Strecke nach links (außer Betrieb) · Strecke quer (außer Betrieb) · Strecke nach rechts (außer Betrieb)                                                              |                     |         |         |

Die Rundbahn im Hagenbeckschen Tierpark war eine ringförmige Schmalspurbahn mit einer Spurweite von 600 Millimetern. In den viereinhalb Jahren ihres Bestehens beförderte sie rund 610.000 Besucher des Tierparks in Hamburg.

## Geschichte
Am 7. Mai 1907 hatte Carl Hagenbeck den weltweit ersten Tierpark ohne Gitter an dem noch heute aktuellen Standort im Hamburger Stadtteil Stellingen eröffnet; rund zwei Jahre später wurde die Parkeisenbahn als zusätzliche Attraktion für Erwachsene und Kinder in Betrieb genommen. Neben der Unterhaltung diente sie auch der technischen Jugenderziehung. Die regelmäßigen Fahrten endeten nach rund viereinhalb Jahren im Herbst 1913. Der Erste Weltkrieg, insbesondere die Nachkriegszeit, führte zu einem Niedergang der Bahn, da, wie die Firma Carl Hagenbeck in einem Schreiben vom 17. September 1926 mitteilte, „die wertvollsten Teile der Maschine im Laufe des Krieges gestohlen wurden“.
Vor dem Zweiten Weltkrieg bestand 1938 die Hoffnung, auf der Trasse im Tierpark wieder eine Liliputbahn in Betrieb nehmen zu können.
Eine Quelle von 1938 erwähnt die Rundbahn der Jahre 1909 bis 1913 als eine der ersten deutschen Liliputbahnen im damaligen Sinne beziehungsweise eine Entwicklungsstufe dorthin, wobei die größere Spurweite von 600 Millimetern und der im Führerhaus stehende Lokführer eine Unterscheidung ermögliche. Ferner war die Parkeisenbahn nach dieser Quelle die erste deutsche Schaubahn, die „das Interesse der Jugend auf das Eisenbahnwesen und die Lokomotive gelenkt“ habe.

## Betrieb
Die Parkbahn wurde jeweils nur in den Sommermonaten von April/Mai bis September/Oktober betrieben. Die Fahrt führte unter anderem vorbei an einem kleinen Teich sowie einem mehrere Meter hohen steinernen Dinosaurier und einem Adlerhorst; mitunter wird die Bahn als „idyllisch gelegen“ bezeichnet.
Das Fahrgastaufkommen war wie folgt:
| Jahr | Betriebsdauer           | Fahrgäste |
| ---- | ----------------------- | --------- |
| 1909 | 15. Mai–24. Oktober     | 152.413   |
| 1910 | 1. April–15. Oktober    | 144.642   |
| 1911 | 15. April–15. Oktober   | 107.259   |
| 1912 | 15. April–30. September | 92.789    |
| 1913 | 1. Mai–30. September    | 114.363   |

## Schienenfahrzeuge

### Wagen
Der Zug bestand aus 8 zweiachsigen überdachten Personenwagen (Raddurchmesser 300 mm) mit je 8 zu Paaren angeordneten Sitzplätzen und beförderte insgesamt 64 Personen.

### Lokomotive
Die Hauptabmessungen der 1909 von der Lokomotivfabrik A. Borsig, Berlin-Tegel, erbauten 2B-Baulokomotive Drache mit zweiachsigem Tender waren wie folgt:
Hagenbecks Drache
- Bauart: 2B
- Spurweite: 600 mm
- Gesamtlänge über die Puffer: 4760 mm
- Länge der Maschine: 3170 mm
- Länge des Tenders: 1590 mm
- Breite über die Laufbleche: 1300 mm
- Höhe bis Schornsteinoberkante: 2000 mm
- Zylinderbohrung: 115 mm
- Kolbenhub: 200 mm
- Betriebsdruck: 15 at
- Leistung: 10 PS
- Heizfläche: 4 m²
- Rostfläche 0,16 m²
- Trieb- und Kuppelräder: 550 mm
- Vordere Drehgestellräder: 300 mm
- Tenderräder (4): 300 mm
- Leergewicht der Maschine: 3,2 t
- Betriebsgewicht der Maschine: 3,5 t
- Leergewicht des Tenders: 0,75 t
- Betriebsgewicht des Tenders: 1,65 t
- Gesamtachsstand der Maschine: 1400 mm
- Fester Achsstand der Maschine: 600 mm
- Achsstand des Tenders: 700 mm
- Wasservorrat des Tenders: 50 l
- Kohlenvorrat des Tenders: 0,3 m³[1]

Der Name Drache ist insofern verwunderlich, als eine als Drache verkleidete Straßenlokomotive 1888 die Elefantenkatastrophe von München ausgelöst hatte.